# Black house

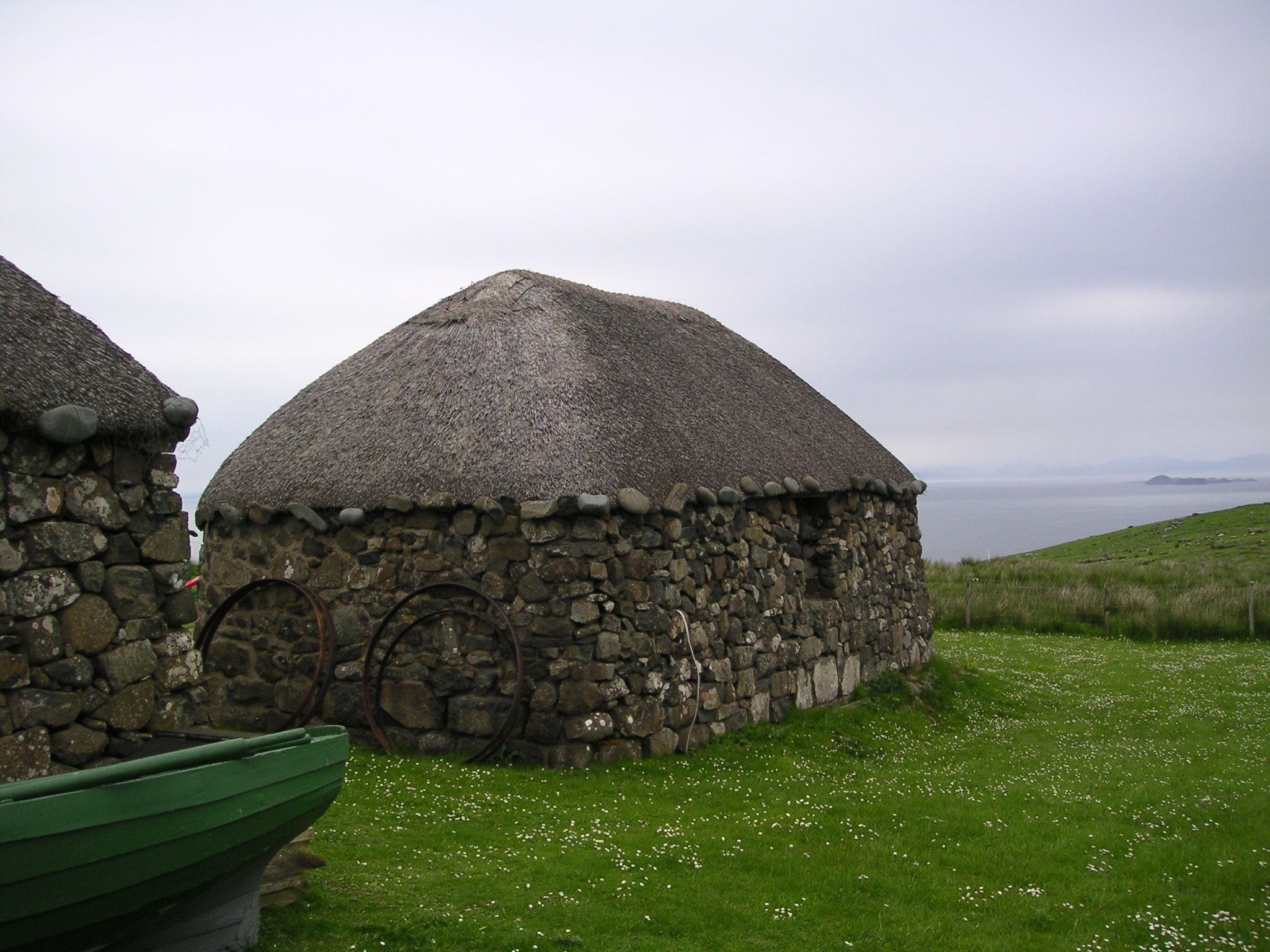
Una black house restaurada a un museu de Trotternishin (Skye)

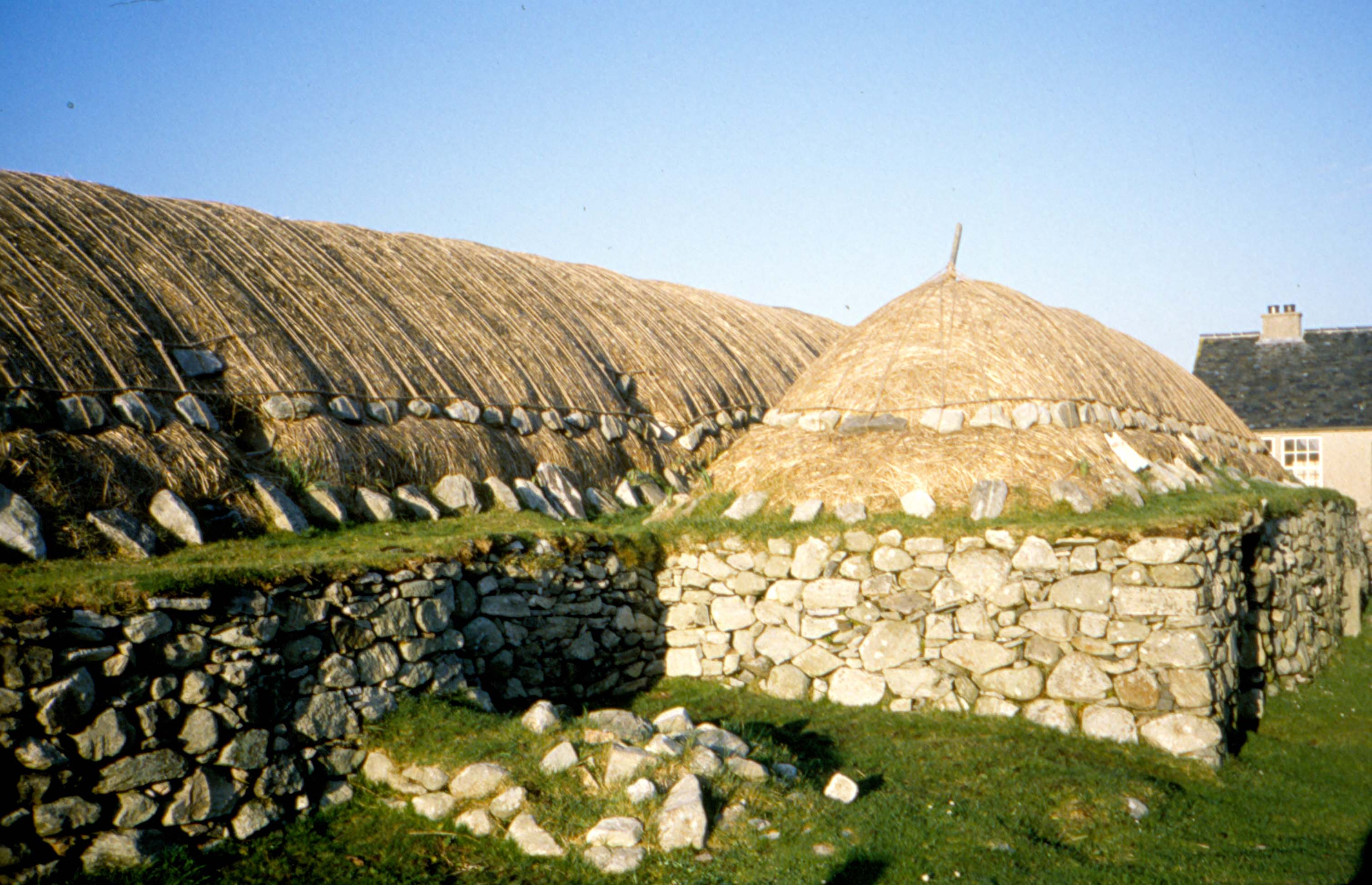
El Museu Blackhouse, a Arnol

Una black house (en gaèlic escocès, t(a)igh-dubh; en gaèlic irlandès, tí dubh) és un tipus de casa tradicional de Terres altes d'Escòcia, les Hèbrides i Irlanda.

## Etimologia
L'origen del nom «black house» (literalment en català, «casa negra») és controvertit. El mot podria tenir menys de 150 anys i poder haver estat sinònim d'«inferior». A Lewis, en particular, podria haver estat utilitzat per distingir les velles blackhouses d'algunes de les noves cases blanques (en gaèlic escocès, taigh-geal; en gaèlic irlandès, tí geal, tí bán), amb parets de pedra seguint l'estil escocès harl. També pot haver certa confusió pel que fa a la semblança fonètica entre el «dubh», que significa «negre» i «tughadh», que vol dir «coberta de palla».

## Descripció
Els edificis van ser construïts generalment amb doble paret de pedra seca amb terra i un sostre cobert de palla de pastura amb palla de cereals o canyes. El sòl era principalment enllosat, o amb terra i hi havia una llar central per al foc. No hi havia cap xemeneia per on sortís el fum, sinó que s'obria pas a través del sostre.
Les blackhouses va ser utilitzat per allotjar tant el bestiar com les persones, de manera que la gent vivia en un extrem i els animals vivien en l'altre amb una separació entre ells.
Les cases escoceses es van construir més altes que amples, però, en alguns casos eren petites i amples.